# Albizia gummifera
Albizia gummifera là một loài thực vật có hoa trong họ Đậu. Loài này được (J.F.Gmel.) C.A.Sm. miêu tả khoa học đầu tiên.